# Narope cyllastros
Narope cyllastros är en fjärilsart som beskrevs av Doubleday 1849. Narope cyllastros ingår i släktet Narope och familjen praktfjärilar. Inga underarter finns listade i Catalogue of Life.